# Distretto di Maonan
Il distretto di Maonan (茂南区S, MàonánP) è un distretto della Cina, situato nella provincia del Guangdong e amministrato dalla prefettura di Maoming.